# Husserliana

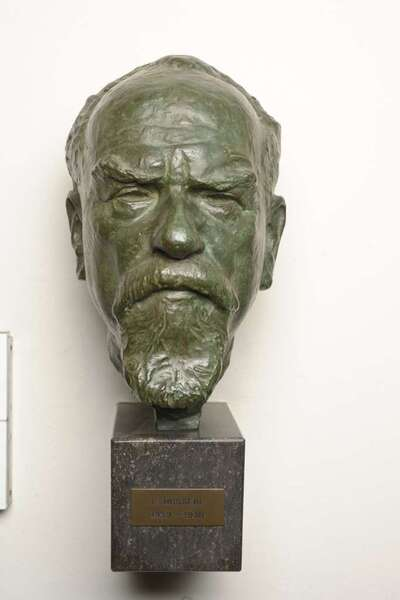
Busto de Edmund Husserl, propiedad de la Universidad KU Leuven.

La Husserliana es el proyecto de las obras completas del filósofo Edmund Husserl (8 de abril de 1859 - 27 de abril de 1938), que hizo posible Herman Van Breda tras salvar los manuscritos de Husserl. Son publicados por los Archivos Husserl del Instituto Superior de Filosofía de la KU Leuven.
Los archivos de la Husserliana han sido publicados primero por Martinus Nijhoff, que luego fue adquirida por Kluwer Academic Publishers y, tras la fusión de Kluwer y Springer, es ahora publicada por Springer.
Hay cuatro series que llevan el nombre de Husserliana:
1. Husserliana: Edmund Husserl Gesammelte Werke
2. Husserliana Dokumente
3. Husserliana Materialien
4. Edmund Husserl Collected Works

## Husserliana: Edmund Husserl Gesammelte Werke
Esta es la serie principal en la que se editan las obras de Edmund Husserl. A menudo se hace referencia a ella en la literatura secundaria utilizando el título abreviado Hua seguido del número de volumen correspondiente. Los volúmenes contienen tanto libros ya publicados como artículos en edición crítica, así como selecciones de manuscritos inéditos conservados en los Archivos Husserl de Lovaina.

## Husserliana Dokumente
Esta serie auna sobre todo volúmenes históricos y biográficos. Contiene algunas de las herramientas más valiosas para la investigación sobre Husserl: la Husserl-Chronik y el Briefwechsel, es decir, la edición completa de la correspondencia de Husserl, ambos editados por Karl Schuhmann. La Bibliografía sobre Husserl también apareció en esta serie.

## Husserliana Materialien
Esta serie contiene principalmente conferencias pronunciadas por Husserl y otros materiales que, por razones temáticas o de otro tipo, no encajan realmente en la serie principal de ediciones críticas. Publicaciones importantes de esta serie han sido las conferencias sobre lógica de 1896 y sobre Urteilstheorie (teoría del juicio) de 1905. Recientemente se han publicado en esta serie los tan esperados "Manuscritos C" sobre la conciencia del tiempo.

## Edmund Husserl Collected Works
Los Collected Works es la serie que contiene las traducciones oficiales al inglés del material de la serie Husserliana. Además de las Ideas de Husserl, en esta serie se han traducido algunas de las primeras obras de Husserl, como el Vol. X, que contiene la Filosofía de la aritmética.